# Anna Tomowa-Sintow
Anna Tomowa-Sintow (bulgarisch Анна Томова-Синтова; * 22. September 1941 in Stara Zagora) ist eine bulgarische Opernsängerin (Sopran). Sie ist Kammersängerin an der Berliner Staatsoper Unter den Linden und der Wiener Staatsoper.

## Leben
Anna Tomowa-Sintow studierte am Staatlichen Konservatorium in Sofia bei Georgi Slatew-Tscherkin und bei Katja Spiridonowa. Als Abschlussexamen sang sie die Tatjana in Tschaikowskis Eugen Onegin. Gleich darauf wurde sie an das Opernstudio in Leipzig engagiert. Dort debütierte sie in der Uraufführung Guyana Johnny von Alan Bush. Ihr erstes großes Operndebüt auf der Bühne war mit Abigaille in Verdis Nabucco. Dem folgten viele weitere Hauptpartien des italienischen und deutschen Faches, welche sie mit dem Dirigenten Rolf Reuter, sowie Paul Schmitz (einem ehemaligen Schüler von Richard Strauss) erarbeitete.
Ihrem Engagement 1972 im Ensemble der Berliner Staatsoper folgte ein Jahr später der internationale Durchbruch in Paris mit dem Verdi-Requiem. Seither singt Anna Tomowa-Sintow mit den wichtigsten Dirigenten (wie Karl Böhm, Riccardo Chailly, Herbert von Karajan, Carlos Kleiber, Lorin Maazel, Zubin Mehta, Riccardo Muti und Wolfgang Sawallisch) und an allen großen Opernhäusern (wie Bayerische Staatsoper, Lyric Opera of Chicago, Deutsche Oper Berlin, Mailänder Scala, Metropolitan Opera New York, Royal Opera House Covent Garden und Wiener Staatsoper) und Festivals (insbesondere bei den Salzburger Festspielen sowie beim Maggio Musicale Fiorentino). Besonders eng hat sie 17 Jahre mit dem  Dirigenten Herbert von Karajan zusammengearbeitet. 2001 feierte sie ihr 35-jähriges Bühnenjubiläum mit einer konzertanten Aufführung von Verdis Aida an der Nationaloper Sofia.
Anna Tomowa-Sintow gibt ihre Erfahrungen von Bühne und Konzertsaal in zahlreichen Meisterkursen in verschiedenen Ländern an die junge Generation weiter und ist Jury-Mitglied bei internationalen Gesangswettbewerben.
Die geborene Anna Tomowa ist verheiratet mit Albert Sintow. Das Paar hat eine Tochter.

## Rollen
- Vincenzo Bellini: Norma (Norma).
- Alexander Porfirjewitsch Borodin: Jaroslawna (Prince Igor)
- Umberto Giordano: Maddalena (Andrea Chenier)
- Erich Wolfgang Korngold: Heliane (Das Wunder der Heliane)
- Pietro Mascagni: Santuzza (Cavalleria Rusticana)
- Wolfgang Amadeus Mozart: Donna Anna (Don Giovanni), Contessa (Figaros Hochzeit), Fiordiligi (Così fan tutte)
- Giacomo Puccini:  Tosca (Tosca), Turandot (Turandot), Madama Butterfly, Manon Lescaut
- Richard Strauss: Marschallin (Der Rosenkavalier), Kaiserin (Die Frau ohne Schatten), Ariadne (Ariade auf Naxos), Arabella (Arabella), Helena (Die ägyptische Helena), Madeleine (Capriccio), Salome
- Pjotr Iljitsch Tschaikowski: Tatjana (Eugen Onegin)
- Giuseppe Verdi: Abigaille (Nabucco), Aida, Desdemona (Otello), Elisabeth (Don Carlo), Violetta (La Traviata), Amelia (Un ballo in maschera), Amelia (Simon Boccanegra), Leonora (La forza del destino), Leonora (Il trovatore)
- Richard Wagner: Elisabeth (Tannhäuser), Elsa (Lohengrin), Sieglinde (Die Walküre)

Neben ihrer Tätigkeit an der Opernbühne verfügt Anna Tomowa-Sintow auch über ein weites Liederrepertoire und wirkt ebenfalls in wichtigen geistlichen und sinfonischen Werken (z. B. Beethovens 9. Sinfonie) weltweit mit.

## Aufnahmen (Auswahl)
- Beethoven: 9. Sinfonie, Deutsche Grammophon
- Brahms: Ein Deutsches Requiem, EMI
- Korngold: Das Wunder der Heliane, (Rolle: Heliane) Decca
- Mozart: Le Nozze di Figaro, (Rolle: Grafin) EMI
- Mozart: Don Giovanni, (Rolle: Donna Anna) Deutsche Grammophon
- Mozart: Die Zauberflöte, (Rolle: 1. Dame) Deutsche Grammophon
- Mozart: Requiem, Deutsche Grammophon
- Puccini: Madama Butterfly, (Rolle: Butterfly) Capriccio
- Puccini: Gianni Schicchi, (Rolle: Lauretta) Eterna
- Strauss: Ariadne auf Naxos, (Rolle: Ariadne) Deutsche Grammophon
- Strauss: Der Rosenkavalier, (Rolle: Marschallin) Deutsche Grammophon
- Strauss: Capriccio, (Rolle: Gräfin) Orfeo
- Strauss: Vier Letzte Lieder, Deutsche Grammophon
- Tchaikovsky: Eugene Onegin, (Rolle: Tatyana) Sony
- Verdi: Aida, (Rolle: Aida) Orfeo
- Verdi: Otello, (Rolle: Desdemona) Orfeo
- Verdi: Requiem, Deutsche Grammophon
- Wagner: Lohengrin, (Rolle: Elsa) EMI
- Ein Opernabend mit Anna Tomowa-Sintow, Eterna
- Anna Tomowa-Sintow singt berühmte Opernarien, Orfeo
- L’Art d’Anna Tomowa-Sintow, Forlane

## Auszeichnungen
Tomowa-Sintow erhielt Goldmedaillen bei den internationalen Gesangswettbewerben in Sofia und in Rio de Janeiro und Grammy Awards für ihre Ariadne (in der Einspielung von Ariadne auf Naxos unter der Leitung von James Levine) und für ihre Donna Anna (in der Einspielung von Don Giovanni unter der Leitung von Herbert von Karajan). Außerdem erhielt sie den Orphée d’Or für ihre Einspielung von Vier letzte Lieder, ebenfalls unter der Leitung von Herbert von Karajan.
- 1974 erhielt sie den Nationalpreis der DDR III. Klasse für Kunst und Literatur.
- 2021: Ehrenmitglied der Berliner Staatsoper[1]